# Grand'Mare
La Grand'Mare est l'un des douze quartiers de Rouen. Situé sur un plateau au nord-est de la ville (sur la rive droite de la Seine), il a été classé comme zone urbaine sensible en 1996, remplacée par un quartier prioritaire en 2015 et zone franche urbaine, zone de sécurité prioritaire en 2013 puis quartier de reconquête républicaine en 2019.

## Historique
La ferme de la Grand'Mare, qui donne le nom à ce quartier, a été la propriété de Gaston Veyssière. Elle a existé jusqu'en 1968 avant sa transformation en centre aéré.
Le plateau de la Grand'Mare, vaste étendue de champs et de bosquets, a été déclaré zone à urbaniser en priorité en 1963.
Une radio associative, Radio HDR, y a été créée en 1998.
L'École supérieure d'art et design Le Havre-Rouen s'y est installée en 2014.

## Monuments
- Église Sainte-Claire (1973) sur les plans des architectes Alain et Guy Robinne, associés à Herbert Baum.
- les « Lods », 500 logements HLM construits dans la zone à urbaniser en priorité de la Grand'Mare par Marcel Lods entre 1966 et 1970 pour illustrer ses théories conçues au « groupement pour l'étude d'une architecture industrialisée ». Insalubres et dangereux, ils deviennent le lieu de « drames » qui entraînent leur démolition en 2012[4]. Le plot 2 est inscrit au titre des monuments historiques[5].